# Anatolij Myškin
Anatolij Dmitrievič Myškin (in russo Анатолий Дмитриевич Мышкин?; Sverdlovsk, 14 agosto 1954) è un ex cestista e allenatore di pallacanestro sovietico.

## Carriera
Con l'Unione Sovietica ha disputato due edizioni dei Giochi olimpici (Montréal 1976, Mosca 1980), due dei Campionati mondiali (1978, 1982) e cinque dei Campionati europei (1973, 1977, 1979, 1981, 1983).
Ha allenato la formazione femminile del CSKA Mosca nella vittoriosa stagione in Coppa Ronchetti 1988-1989.

## Palmarès
- Campionato sovietico: 8

CSKA Mosca: 1976-77, 1977-78, 1978-79, 1979-80, 1980-81, 1981-82, 1982-83, 1983-84
- Coppa Ronchetti: 1

CSKA Mosca: 1988-89
- FIBA World Cup All-Tournament Teams: 1

1982